# Place du Change (Nantes)
Pour les articles homonymes, voir Place du Change.
La place du Change est une voie de Nantes, en France.

## Situation et accès
Située dans le centre-ville de Nantes, la place est desservie par les rues des Carmes, de la Marne, de la Paix, de la Barillerie et des Halles. Elle fait partie d'un secteur piétonnier.

## Origine du nom
La place doit son nom à la présence des bureaux des changeurs de monnaie au Moyen Âge.

## Historique
Au moment de la construction de l'enceinte gallo-romaine entourant la cité des Namnètes, le lit de l'Erdre est plus large qu'actuellement. La zone correspondant à la place du Change actuelle est la limite est de la rivière.
Au fil du temps, la ville se développe lentement à l'extérieur de ses remparts. Au XIe siècle, une douve est creusée au pied de la muraille pour améliorer le système de défense. Mais certaines parties de la ville ne sont pas protégées. C'est le cas de la très fréquentée « place des Changes », du port fluvial ou du quartier de Bourgneuf sur la rive droite de l'Erdre. C'est Pierre Mauclerc qui, au XIIIe siècle, entreprend la construction de nouvelles murailles prenant en compte l'extension de la ville, construction qui s'accompagne de l'assèchement de la marécageuse rive est de la rivière.
Cette modification profonde entraîne un glissement vers l'ouest de l'axe routier principal de la ville. Auparavant, la liaison nord-sud passait par la place du Pilori, mais à partir du XIIIe siècle, c'est par l'axe formé par les actuelles rues Léon-Blum (anciennement « rue du Port-Communeau »), Saint-Léonard, des Carmes, place du Change et rue de la Paix (anciennement « rue de la Poissonnerie »), dans le prolongement de la ligne des ponts franchissant la Loire, que le trafic transite. La place du Change devient le centre névralgique de la cité.
En 1491, le roi de France fait don à la ville d'une maison située sur la place. Cette demeure devient la « maison de la Prévôté ». À une date indéterminée, elle cesse d'être le siège du conseil de ville, et devient un corps de garde. Vers 1560, le marché qui se tenait place du Change est transféré place du Bouffay.
La place a été élargie en 1743 et a été entièrement transformée depuis 1840. Elle est, entre le Moyen Âge et le XXe siècle, un axe commercial et routier majeur de la ville.

## Bâtiments remarquables et lieux de mémoire
À l'angle nord-est de la place, l'immeuble au no 2 de la rue des Carmes, dite « maison des Apothicaires » ou « maison du Change », datant du XVe siècle, est considéré comme étant la plus belle maison à colombage de la ville, et fut classé monument historique le 4 janvier 1922. Elle abrita pendant plusieurs années durant, le syndicat d'initiative, puis un restaurant, et enfin un café-expo ainsi qu'un local associatif.
Au sud-ouest de la place du Change, à l'angle de la rue de la Paix et de la Barillerie, au premier étage d'un immeuble du XIXe siècle, un bas-relief représente les premiers martyrs chrétiens de la ville, Saint Donatien et son frère Saint-Rogatien (connus sous le nom d'« Enfants nantais »). Ce bas-relief servait d'enseigne à un magasin de chaussures situé au rez-de-chaussée de l'immeuble, baptisé « Aux Enfants Nantais » (activité commerciale qui est toujours présente de nos jours).